# Суховарино (Смоленская область)
Суховарино — деревня в Ярцевском районе Смоленской области России. Входит в состав Репинского сельского поселения. Население — 14 жителей (2010 год). 
Расположена в северной части области в 39 км к северо-востоку от Ярцева, в 38 км севернее автодороги М1 «Беларусь», на берегу реки Усовка. В 40 км южнее деревни расположена железнодорожная станция Свищёво на линии Москва — Минск.

## История
В годы Великой Отечественной войны деревня была оккупирована гитлеровскими войсками в июле 1941 года, освобождена в сентябре 1943 года.